# Biografielijst Eo

## Eob
- Eoban (+754), Angelsaksisch bisschop en heilige

## Eoc
- Eochaid van Schotland, koning van Schotland (878-899)

## Eon
- Eon, pseudoniem van Ian Loveday, (1954-2009), Engels ravemuzikant en muziekproducent

## Eor
- Eormenric, koning van Kent
- Matyas Eorsi (1954), Hongaars politicus

## Eot
- Péter Eötvös (1944), Hongaars componist en dirigent